# Regio Zuidoost (Brazilië)
De regio Zuidoost is een statistisch-geografisch gebied in Brazilië en bestaat uit de staten:
- Espírito Santo
- Minas Gerais
- Rio de Janeiro
- São Paulo

De regio heeft een oppervlakte van ca. 924.511 km² (10,87% van het Braziliaans grondgebied). Midden 2004 werd het inwoneraantal geschat op 77.374.720 (42,61% van de totale bevolking).
De belangrijkste steden zijn:
- São Paulo
- Rio de Janeiro
- Belo Horizonte (Minas Gerais)

## Economie

### Landbouw

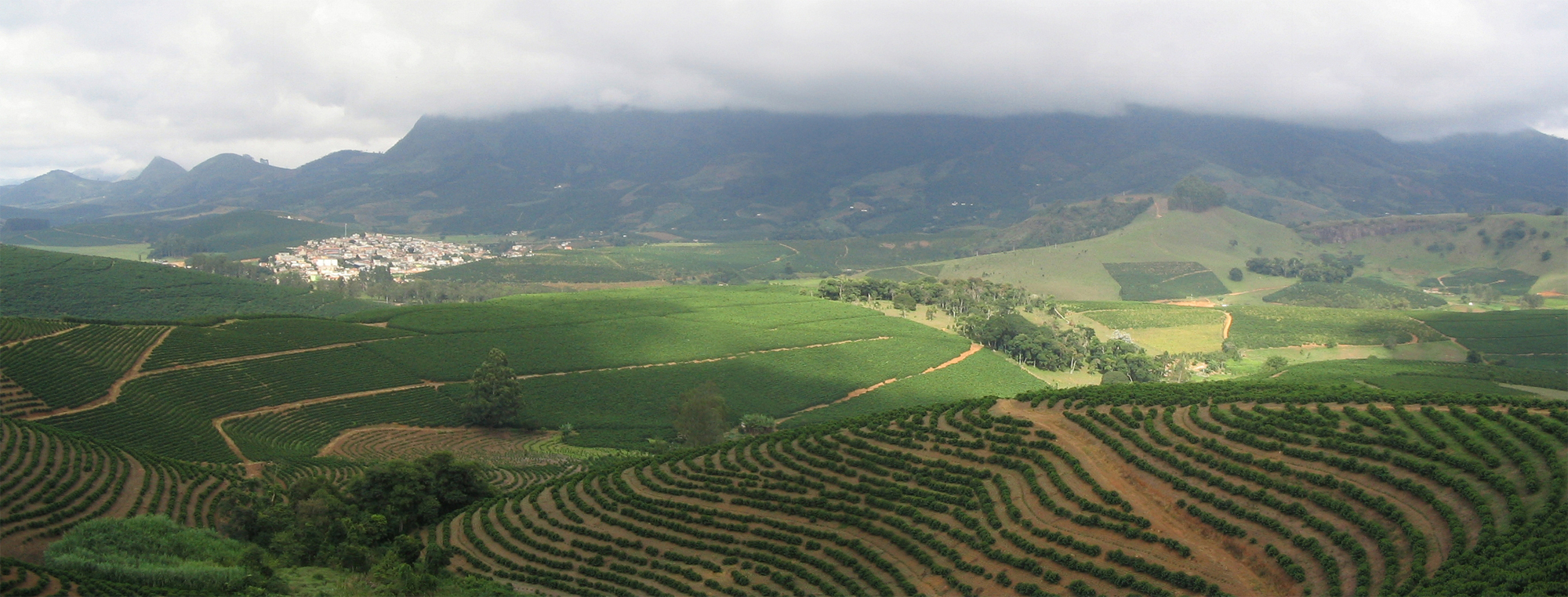
Koffie in Minas Gerais.

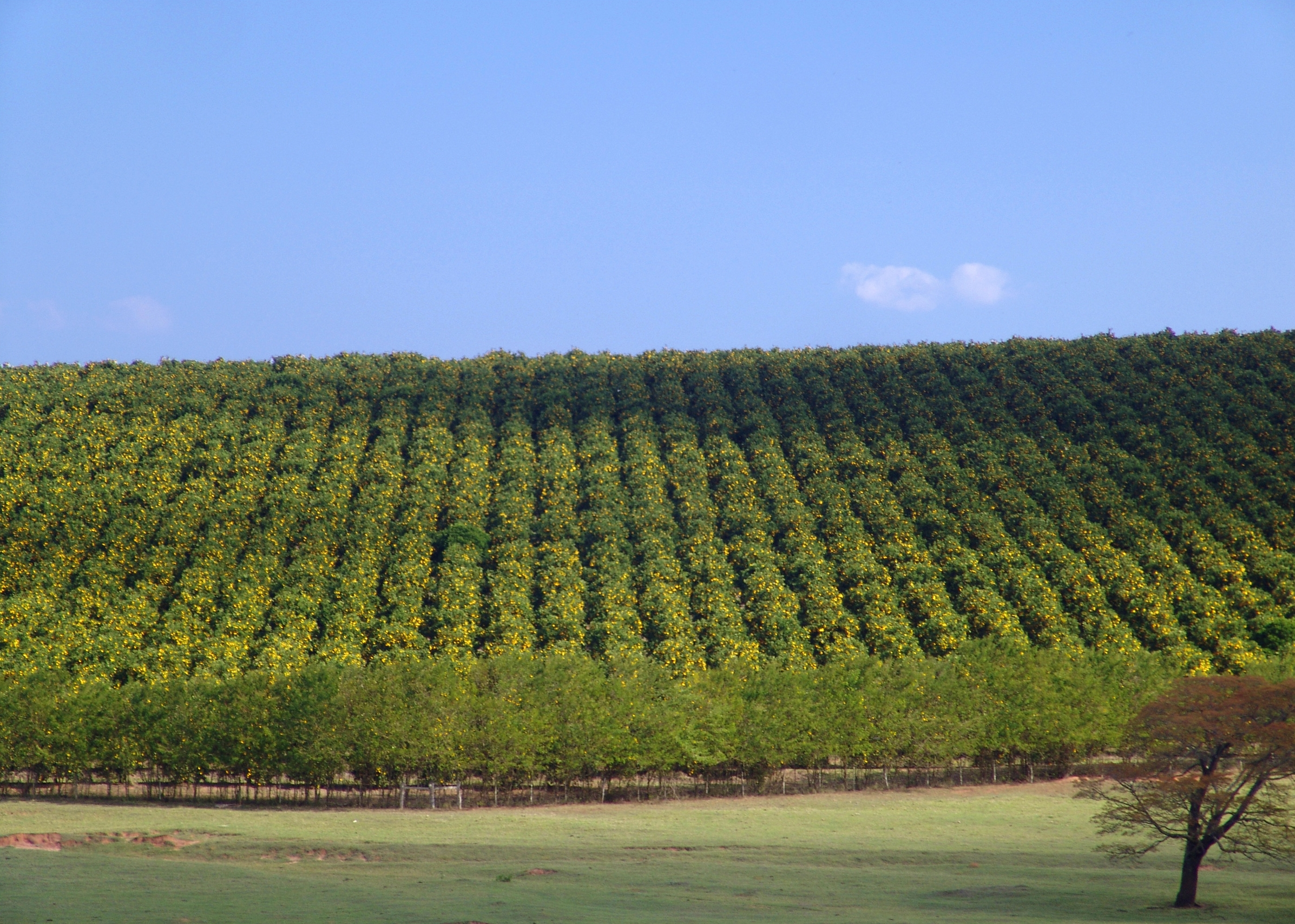
Oranjerie in São Paulo.

De belangrijkste geteelde landbouw  product s zijn:
- koffie (85% van de productie van het land, de grootste producent ter wereld);
- suikerriet (65% van de productie van het land, de grootste producent ter wereld);
- sinaasappel (85% van de productie van het land, de grootste producent ter wereld);
- citroen (80% van de productie van het land, de vijfde grootste producent ter wereld);
- pinda (90% van de productie van het land, de 14e grootste producent ter wereld);
- banaan (35% van de productie van het land, de zevende grootste producent ter wereld);
- sorghum (30% van de nationale productie, waarbij het land de zevende grootste producent is);
- persimmon (70% van de nationale productie, het land is de zesde grootste producent ter wereld);
- mandarijn (60% van de nationale productie, het land is de zesde grootste producent ter wereld);
- papaja (40% van de nationale productie, waarbij het land de op een na grootste producent ter wereld is);
- ananas (27% van de nationale productie, het land is de derde producent ter wereld);
- cassave (13% van de nationale productie, waarbij het land de 5e wereldproducent is).

De regio produceert nog steeds aanzienlijke hoeveelheden:
- boon (meer dan 20% van de nationale productie, het land is de derde producent ter wereld);
- soja (7% van de productie van het land, de grootste producent ter wereld);
- aardappel, wortel en aardbei (meer dan 50% van de productie van het land). [1]

### Vee

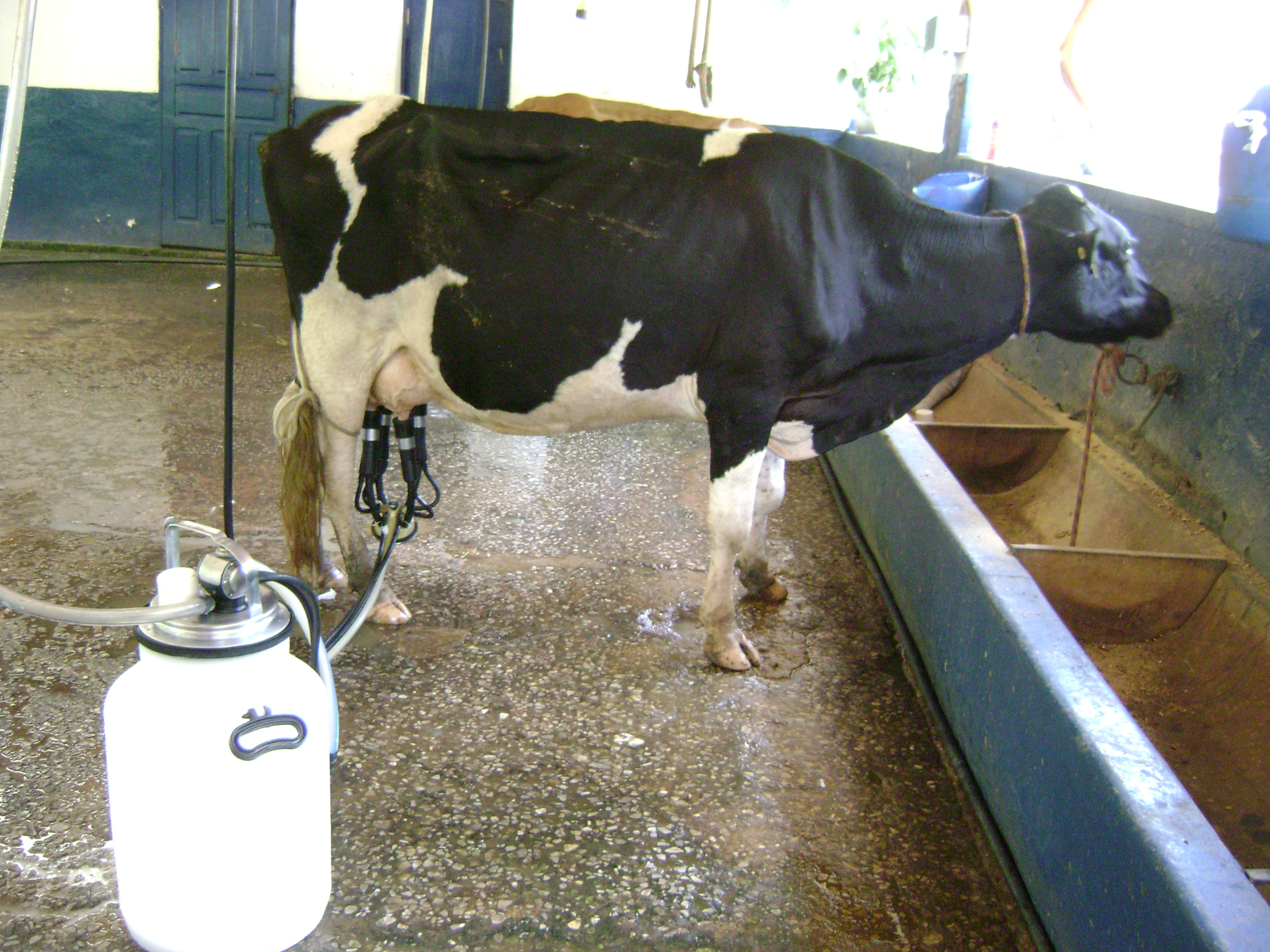
Melkextractie in Minas Gerais.

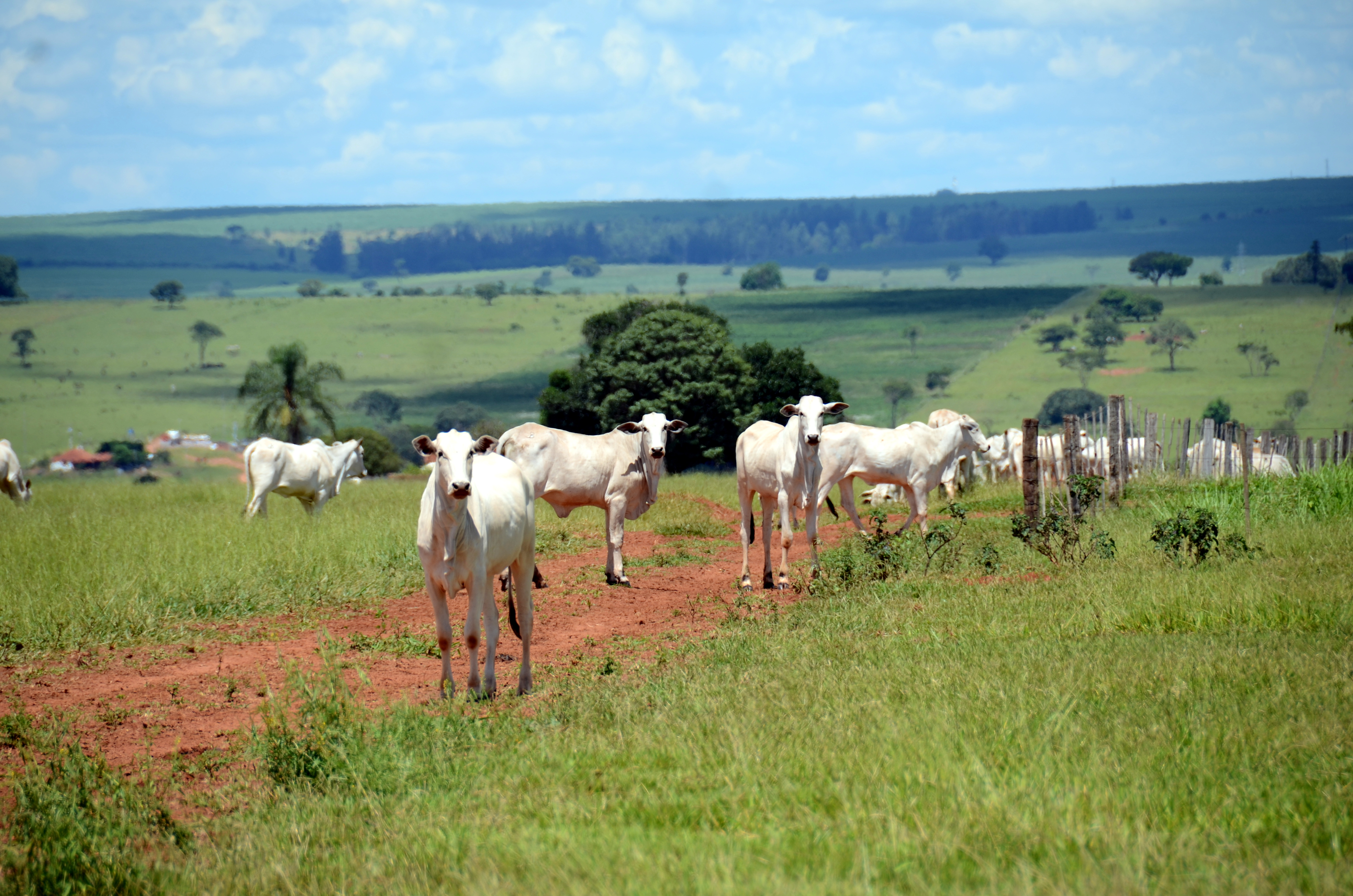
Vee in São Paulo

De vee heeft ook een grote bekendheid in de regio.
Het zuidoosten is de tweede nationale producent van melk, met 34,2%, een lichte daling ten opzichte van de regio Zuid, die 35,7% produceert. Het zuidoosten heeft de grootste kudde koeien die gemolken worden: 30,4% van de in totaal 17,1 miljoen bestaande in Brazilië. De hoogste productiviteit is echter die van de zuidelijke regio, met een gemiddelde van 3.284 liter per koe per jaar, en daarom staat het sinds 2015 bovenaan de ranglijst van melkproductie. Minas Gerais is de belangrijkste melkproducerende staat in Brazilië met de grootste is het ook effectief voor gemolken koeien, verantwoordelijk voor 26,6% van de productie en 20,0% van alle dieren in melk. De gemeente Patos de Minas was in 2017 de op één na grootste producent met 191,3 miljoen liter melk.
Pluimveehouderij en eierproductie zijn de belangrijkste van het land. Koppels pluimvee, volgens BIM, omvatten kippen, hanen, kippen en kuikens. In 2018 was de regio Zuid, met de nadruk op het creëren van slachtkippen, verantwoordelijk voor bijna de helft van het Braziliaanse totaal (46,9%). Paraná vertegenwoordigde slechts 26,2%. Bij kippen is de situatie echter omgekeerd. De eerste regio op de ranglijst was het zuidoosten, met 38,9% van het totale kapitaal van het land. Een totaal van 246,9 miljoen hennen werd geschat voor 2018. De staat São Paulo was verantwoordelijk voor 21,9%. De nationale productie van kippeneieren bedroeg 4,4 miljard dozijn in 2018. De regio Zuidoost was verantwoordelijk voor 43,8% van de totale productie. De staat São Paulo was de grootste nationale producent (25,6%), met in totaal 16,8 miljoen vogels. Het zuidoosten is verantwoordelijk voor 64%, met aandacht voor São Paulo (24,6%) en Espírito Santo (21,0%).

### Mijnbouw

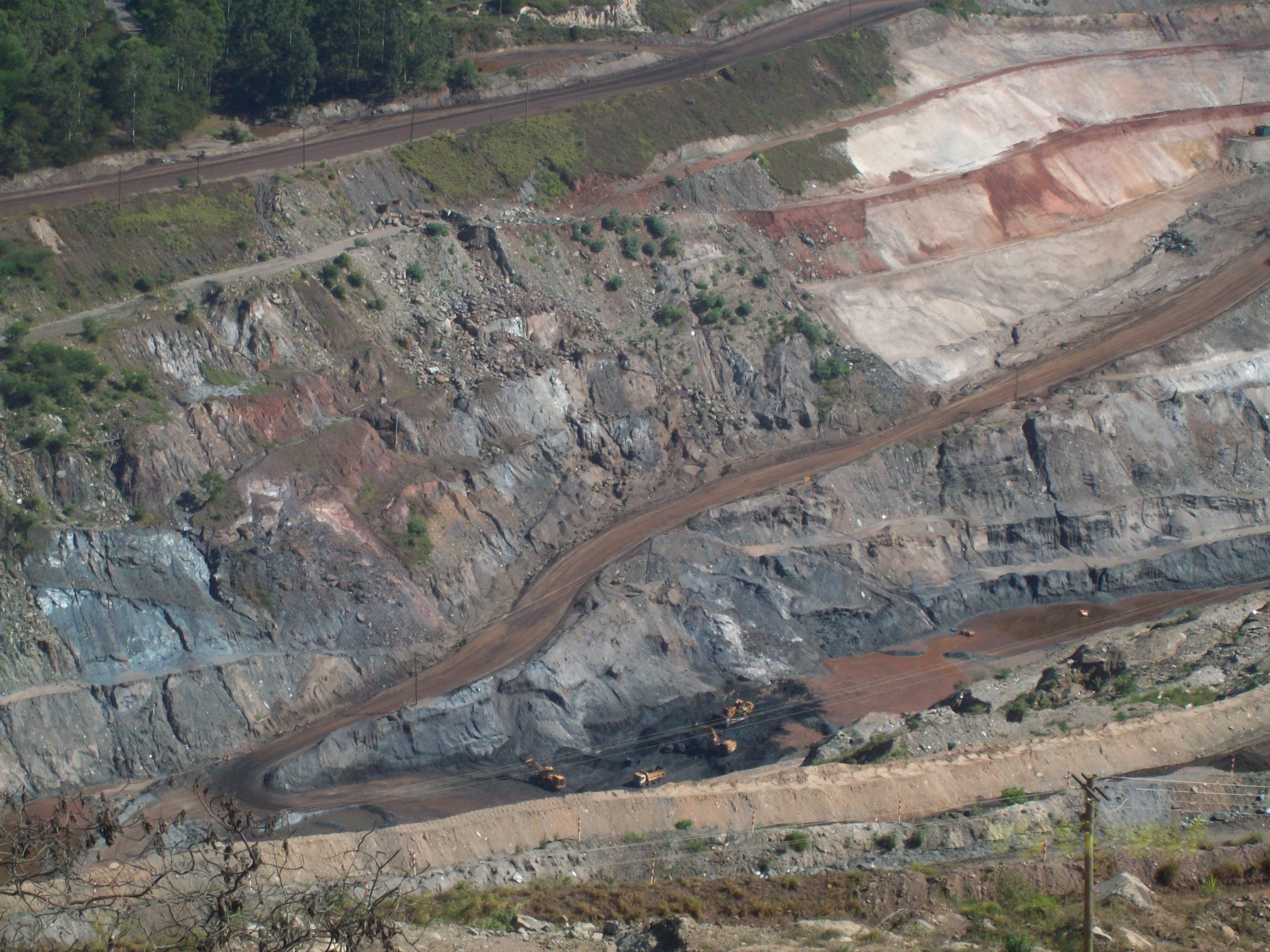
IJzermijn in Minas Gerais.

In de minerale productie was Minas Gerais in 2017 de grootste producent van ijzererts (277 miljoen ton ter waarde van R $ 37,2 miljard), goud (29,3 ton voor een waarde van R $ 3,6 miljard), zink (400 duizend ton voor een waarde van R $ 351 miljoen) en niobium (in de vorm van hydrochloride) (131 duizend ton voor een waarde van R $ 254 miljoen). Bovendien was Minas de op een na grootste producent van aluminium (bauxiet) (1,47 miljoen ton met een waarde van R $ 105 miljoen), een derde van mangaan (296 duizend ton tot een waarde van R $ 32 miljoen) en 5e van tin (206 ton ter waarde van R $ 4,7 miljoen). Minas Gerais had 47,19% van de waarde van de productie van mineralen die in Brazilië op de markt worden gebracht (eerste plaats), met R $ 41,7 miljard. De staat heeft de grootste productie van verschillende edelstenen in het land. In aquamarijn produceert Minas Gerais de meest waardevolle stenen ter wereld. In diamant, Brazilië was 's werelds grootste producent van diamanten van 1730 tot 1870, vond voor het eerst mijnbouw plaats in de Serra da Canastra, regio Diamantina, waardoor de prijs van steen in iedereen vanwege overproductie. Minas Gerais gaat door met het winnen van diamanten, naast producties op grotere of kleinere schaal van  agaat, smaragd,  granaat, jaspis en saffier. Topaas en toermalijn vallen op. In topaas heeft Brazilië de meest waardevolle variëteit ter wereld, imperiale topaas, die alleen wordt geproduceerd in Ouro Preto. Bovendien is het land 's werelds grootste producent van topaas. Het is ook een van 's werelds grootste producenten van toermalijn.

### Industrie

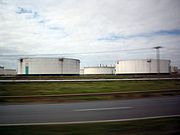
REPLAN, door grootste olieraffinaderij in Brazilië, in São Paulo

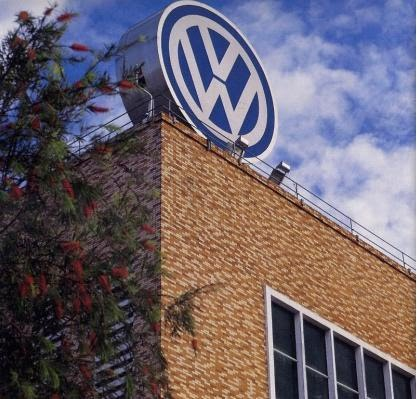
Volkswagen-fabriek in São Paulo

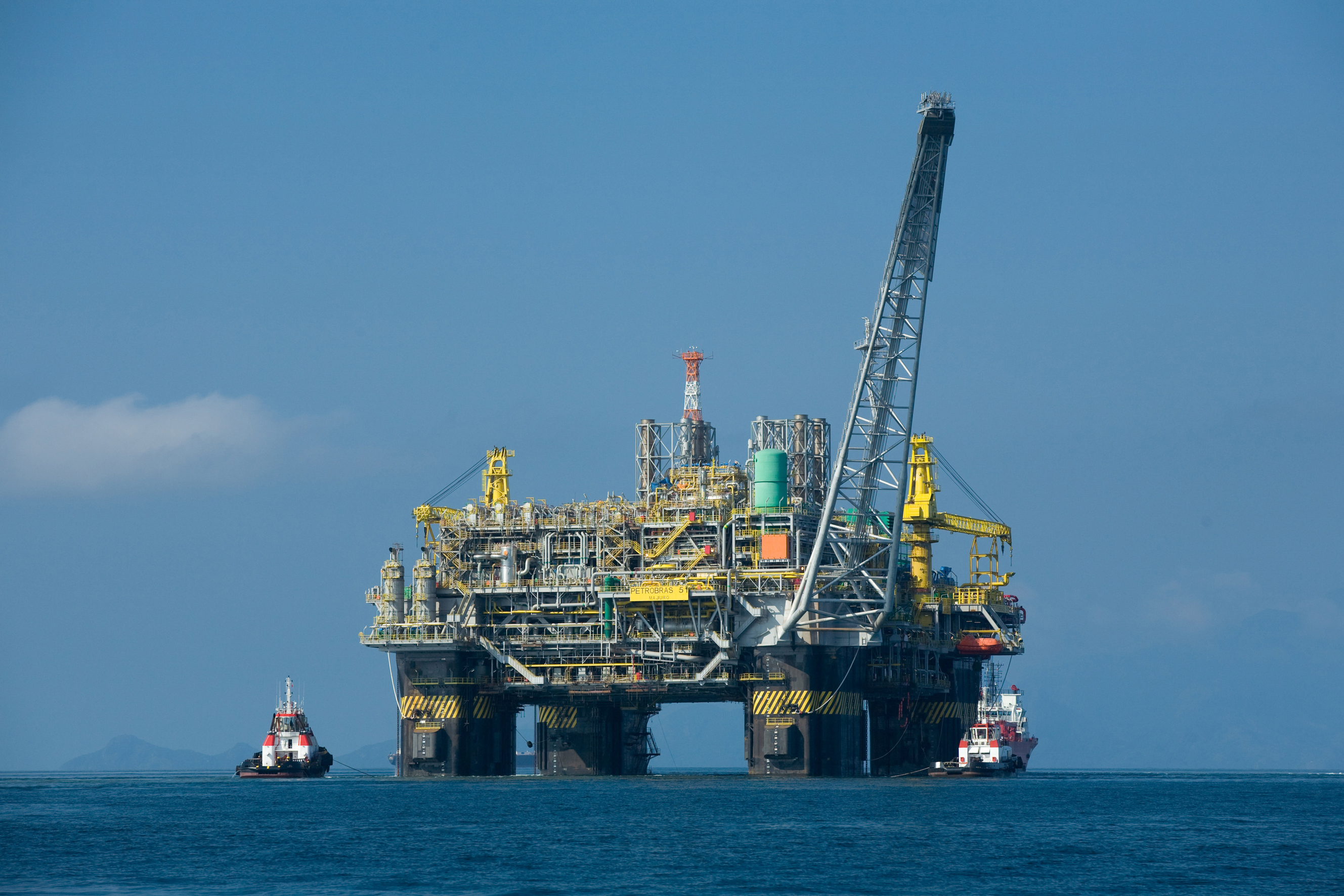
Platform P-51, voor de productie van olie en aardgas in Rio de Janeiro

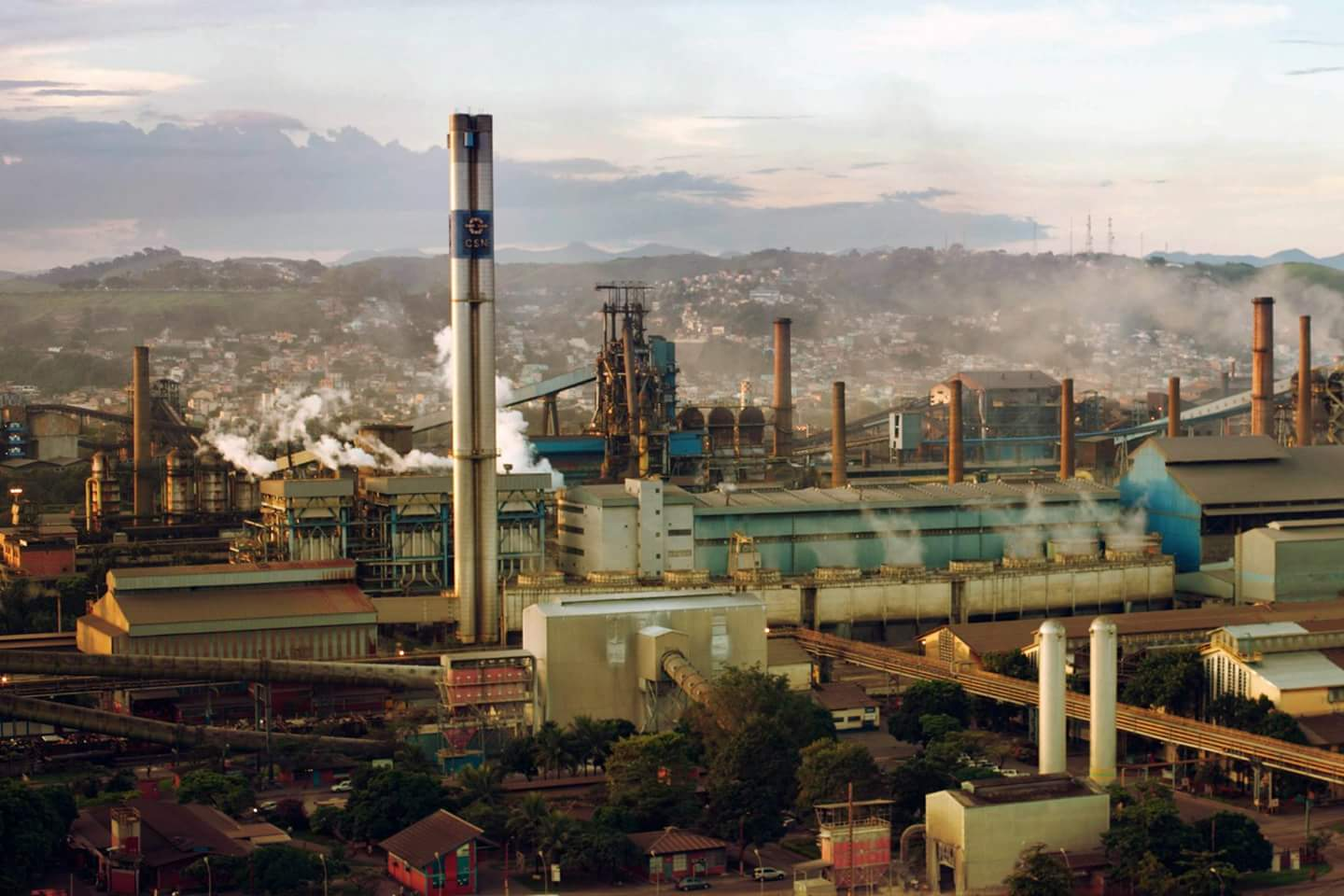
Staalfabrikant CSN, in Rio de Janeiro.

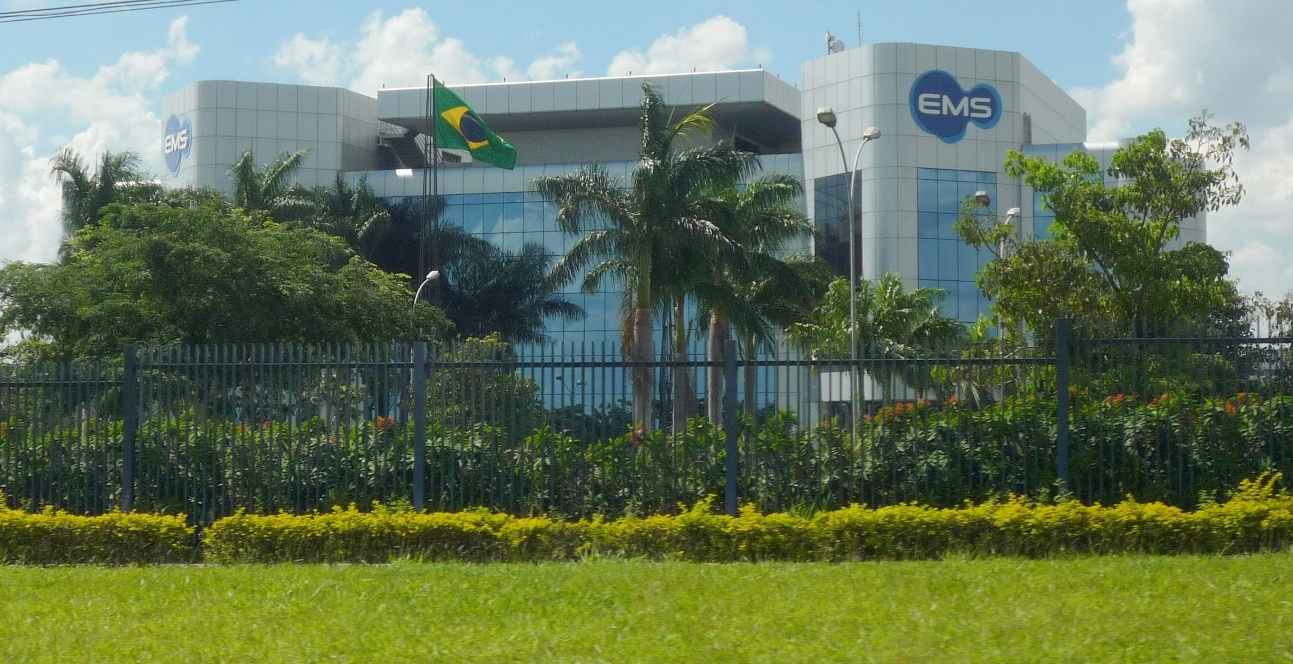
EMS Farmaceutische Industrie in São Paulo

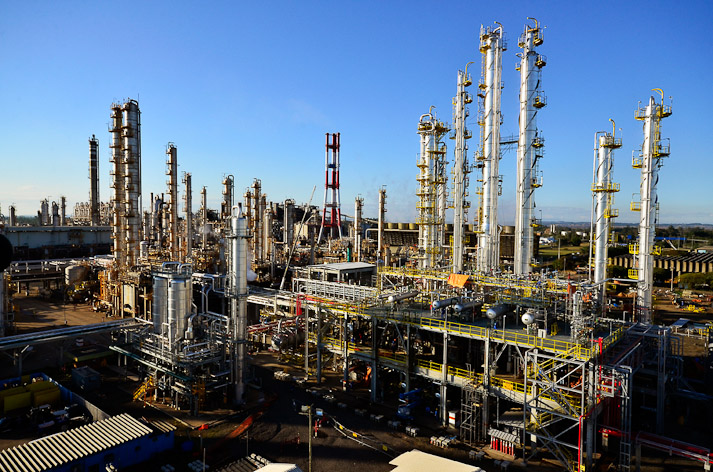
Braskem chemische industrie in São Paulo

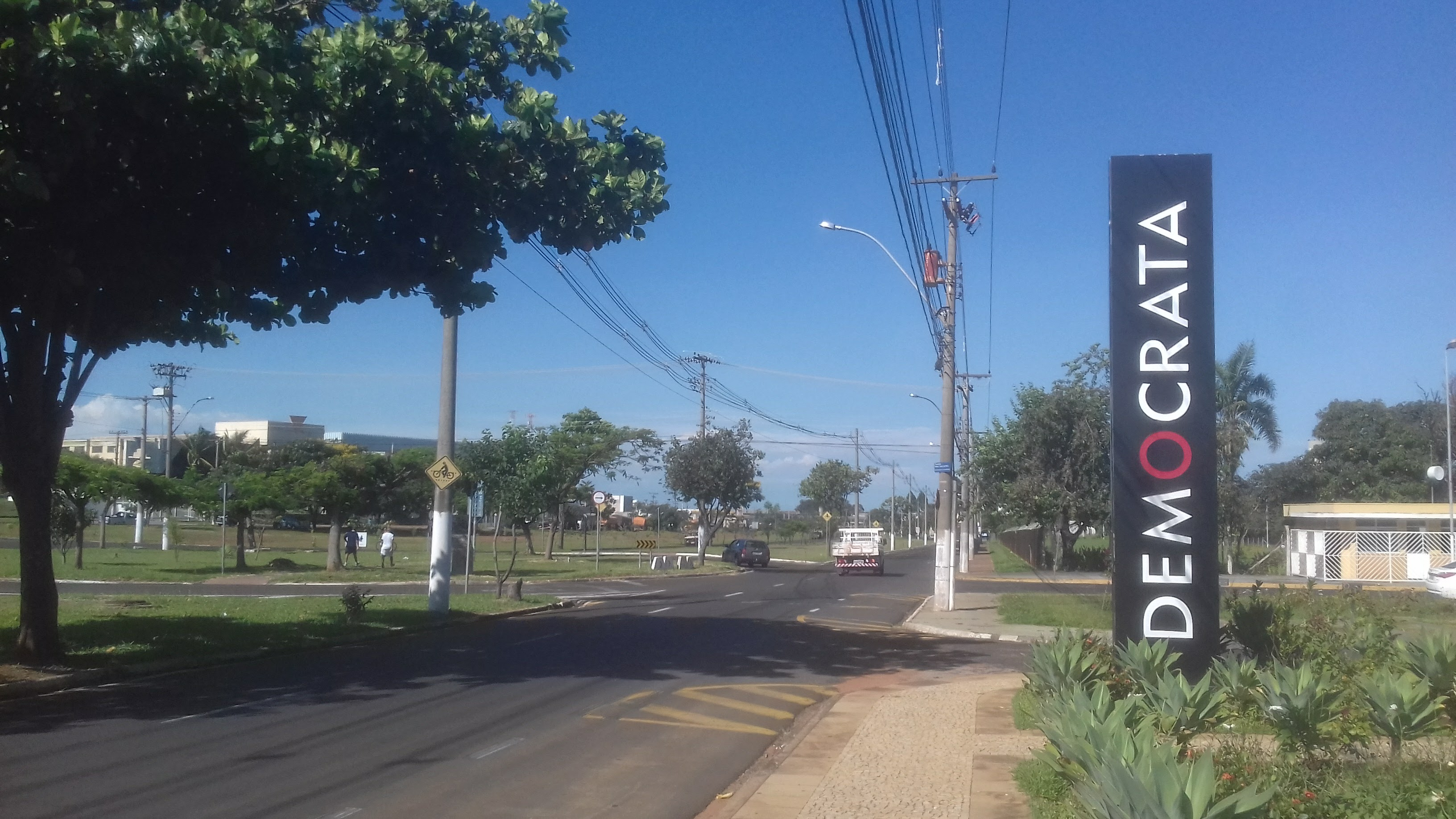
Portiek van de Democrata herenschoenenfabriek in Franca

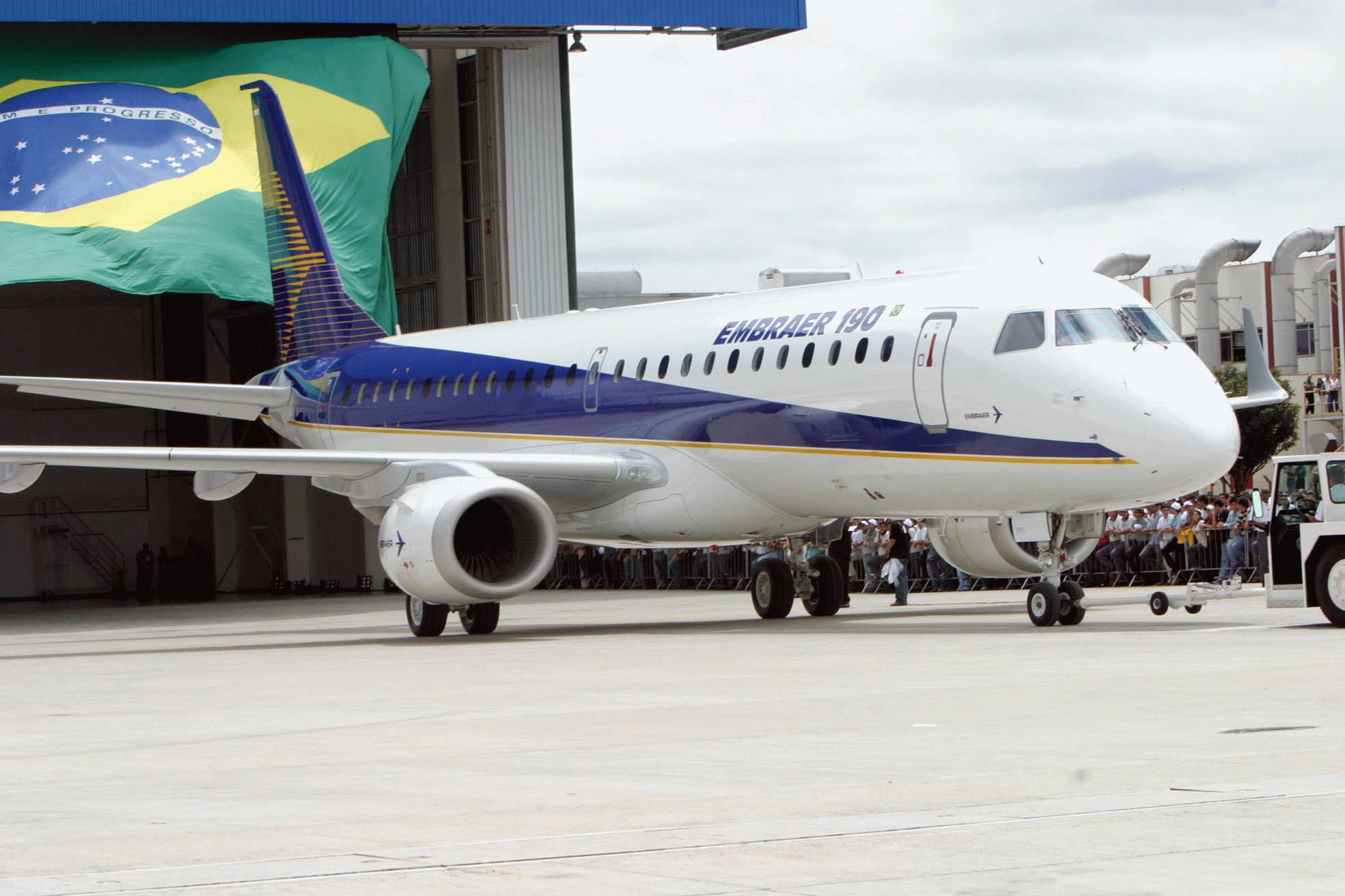
Embraer 190, ontwikkeld door Embraer in São José dos Campos.

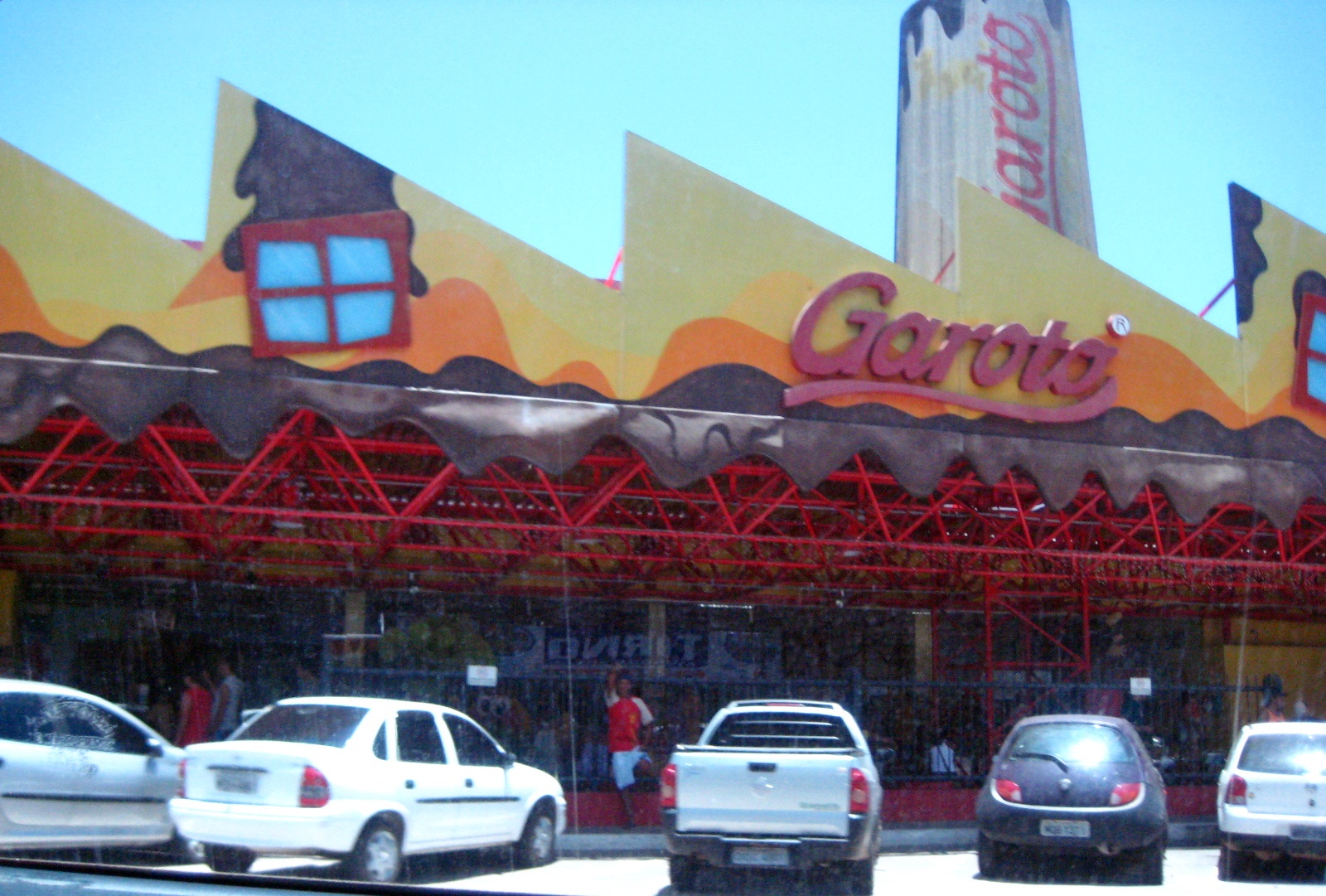
Chocoladefabriek Garoto, in Espírito Santo.

In de zuidoostelijke regio begon de industrialisatie van het land, waardoor de transformatie-industrie de belangrijkste bron van inkomsten en werk in zijn staten werd. De staat São Paulo werd het grootste industriepark van Zuid-Amerika.
De regio Zuidoost heeft 53% van het industriële BBP van Brazilië.

De belangrijkste industriële activiteiten in de regio zijn:
- IJzer- en staalindustrie en metallurgie: in deze regio bevindt de eerste industrie van dit type zich, de Companhia Siderúrgica Nacional, in de stad Volta Redonda, vanwege de nabijheid van een groot gebied van ijzermijnbouw, de zogenaamde "ijzeren vierhoek", in de staat Minas Gerais. De Usiminas in Ipatinga, die tegenwoordig de grootste ruwstaalproducent van het land is, en de Companhia Siderúrgica de Tubarão, in Vitória, Espírito Santo, zijn ook in de regio geïnstalleerd. De regio Zuidoost produceert ongeveer 90% van het staal van het land.

In Brazilië vertegenwoordigt de automobielsector ongeveer 22% van het industriële BBP. De Greater ABC-regio, in São Paulo, is het eerste centrum en het grootste autocentrum in Brazilië. Toen de productie van het land praktisch beperkt was tot ABC, vertegenwoordigde de staat 74,8% van de Braziliaanse productie in 1990. In 2017 daalde deze index tot 46,6% en in 2019 tot 40,1% als gevolg van een fenomeen van internalisering van de productie van voertuigen in Brazilië, gedreven door factoren zoals vakbonden, die buitensporige arbeids- en loonkosten veroorzaakten, investeringen ontmoedigden en de zoektocht naar nieuwe steden bevorderden. De ontwikkeling van de ABC-steden hielp de aantrekkingskracht te beteugelen, vanwege stijgende vastgoedkosten en een hogere dichtheid van woonwijken. Sul Fluminense (Rio de Janeiro) was in 2017 al de tweede grootste paal, maar viel in 2019 terug naar de vierde plaats, achter Paraná (15%) en Minas Gerais (10,7%). In het zuidoosten zijn er fabrieken van GM, Volkswagen, Fiat, Ford, Honda, Toyota, Mitsubishi, Nissan, Hyundai, Mercedes-Benz, Land Rover, Citroen / Peugeot, Scania en Iveco.
Bij de productie van tractoren waren in 2017 de belangrijkste fabrikanten in Brazilië John Deere, New Holland, Massey Ferguson, Valtra, Case IH en de Braziliaanse Agrale. Ze hebben allemaal fabrieken in het zuidoosten, eigenlijk in São Paulo.
- Petroleum: Bijna alle olie en aardgas in Brazilië wordt gewonnen in het zuidoosten, voornamelijk in Rio de Janeiro, maar ook in Espírito Santo en São Paulo. De meeste olieraffinage wordt ook in de regio uitgevoerd. Rio de Janeiro heeft een groot belang en olieprospectie, waarvan São Paulo een groot belang heeft bij de raffinage-activiteit, aangezien in die staat de belangrijkste raffinaderijen van het land zijn gevestigd, waaronder de REPLAN, de belangrijkste van het land. Naast olie is er de winning van aardgas uit het zeebekken van Santos en tot een paar jaar geleden was er de winning van bitumen in de Paraíba-riviervallei.
- Hoogwaardige technologie: de zogenaamde "Braziliaanse siliciumvallei" bevindt zich in die regio en bestaat uit de steden São Paulo, São José dos Campos,  São Carlos en Campinas. Deze vier steden concentreren industrieën van informatica, telecommunicatie, elektronica en andere activiteiten met betrekking tot geavanceerde technologie; naast het hebben van belangrijke onderzoekscentra en belangrijke universiteit s, zoals het "Technological Institute of Aeronautics" - ITA, in São José dos Campos. Brazilië heeft twee grote productiecentra voor elektronische producten, gelegen in de hoofdstedelijke regio Campinas, in de staat São Paulo, en in de Manaus Free Trade Zone, in de staat Amazonas. Er zijn grote internationaal gerenommeerde technologiebedrijven, evenals een deel van de industrieën die deelnemen aan hun toeleveringsketen. Het land heeft ook andere kleinere centra, zoals de gemeenten São José dos Campos en São Carlos, in de staat São Paulo. In Campinas zijn er industriële eenheden van groepen zoals General Electric, Samsung,  HP en Foxconn, een fabrikant van Apple en Dell. São José dos Campos, richt zich op de luchtvaartindustrie. Hier is het hoofdkantoor gevestigd van Embraer, een Braziliaans bedrijf dat na Boeing en Airbus de derde grootste vliegtuigfabrikant ter wereld is. Bij de productie van mobiele telefoons en andere elektronische producten produceert Samsung in Campinas; LG produceert in Taubaté; Flextronics, dat mobiele telefoons van Motorola produceert, produceert in Jaguariúna; en Semp-TCL produceert in Cajamar. In Santa Rita do Sapucaí, Minas Gerais, zijn 8 duizend banen gekoppeld aan de sector, met meer dan 120 bedrijven. De meeste produceren apparatuur voor de telecommunicatie-industrie, zoals decoders, ook die welke worden gebruikt bij de transmissie van het digitale televisiesysteem.[16][17][18]

In 2011 had Brazilië de zesde grootste chemische industrie ter wereld, met een netto-omzet van $ 157 miljard, of 3,1% van de wereldomzet. Op dat moment waren er 973 fabrieken van chemische producten voor industrieel gebruik. Ze zijn geconcentreerd in de regio Zuidoost, voornamelijk in São Paulo. In 2018 was de Braziliaanse chemiesector de achtste ter wereld, goed voor 10% van het nationale industriële bbp en 2,5% van het totale bbp. In 2020 beslaat de invoer 43% van de binnenlandse vraag naar chemische producten. Sinds 2008 ligt het gemiddelde capaciteitsgebruik in de Braziliaanse chemische industrie op een als laag beschouwd niveau, tussen 70 en 83%.
In farmaceutische industrie zijn de meeste bedrijven in Brazilië al lange tijd gevestigd in São Paulo en Rio de Janeiro. In 2019 was de situatie dat, vanwege de belastingvoordelen die werden geboden in staten als Pernambuco, Goiás en Minas Gerais, bedrijven RJ en SP verlieten en naar deze staten gingen. In 2017 werd Brazilië beschouwd als de zesde grootste farmaceutische markt ter wereld. De verkoop van geneesmiddelen in apotheken bedroeg in het land ongeveer R $ 57 miljard (US $ 17,79 miljard). De farmaceutische markt in Brazilië had 241 gereguleerde en geautoriseerde laboratoria voor de verkoop van medicijnen. Hiervan heeft de meerderheid (60%) het nationale kapitaal. Multinationale ondernemingen hadden ongeveer 52,44% van de markt in handen, met 34,75% in gecommercialiseerde verpakkingen. Braziliaanse laboratoria vertegenwoordigen 47,56% van de markt in verkoop en 65,25% in verkochte dozen. Bij de verdeling van de verkoop van geneesmiddelen per staat kwam São Paulo op de eerste plaats: de farmaceutische industrie van São Paulo had een omzet van R $ 53,3 miljard, 76,8% van de totale verkoop in het hele land. De bedrijven die in 2015 het meest profiteerden van de verkoop van medicijnen in het land waren  EMS, Hypermarcas (NeoQuímica), Sanofi (Medley), Novartis, Aché, Eurofarma,  Takeda, Bayer, Pfizer en  GSK.
In voedingsindustrie was Brazilië in 2019 de op een na grootste exporteur van bewerkte voedingsmiddelen ter wereld, met een exportwaarde van 34,1 miljard dollar. De omzet van de Braziliaanse voedings- en drankenindustrie in 2019 bedroeg R $ 699,9 miljard, 9,7% van het bruto binnenlands product van het land. In 2015 telde de voedings- en drankenindustrie in Brazilië 34.800 bedrijven (bakkerijen niet meegerekend), waarvan de overgrote meerderheid klein was. Deze bedrijven hadden meer dan 1.600.000 werknemers in dienst, waardoor de voedingsmiddelen- en drankenindustrie de grootste werkgever in de maakindustrie is. Er zijn ongeveer 570 grote bedrijven in Brazilië, die goed zijn voor een groot deel van het totale inkomen van de industrie. São Paulo heeft bedrijven opgericht zoals: Yoki, Vigor, Minerva Foods, Bauducco, Santa Helena, Marilan, Ceratti, Fugini, Chocolates Pan, Embaré, onder anderen. Minas Gerais heeft voedingsbedrijven van nationaal belang opgericht, zoals Itambé en Pif Paf Alimentos. Espírito Santo creëerde Chocolates Garoto en Rio de Janeiro creëerde Piraquê en Granfino.
In de Schoenenindustrie produceerde Brazilië in 2019 972 miljoen paar. De export bedroeg ongeveer 10% en bereikte bijna 125 miljoen paar. Brazilië staat op de vierde plaats van de wereldproducenten, na China, India en Vietnam, en op de elfde plaats van de grootste exporteurs. Van de geproduceerde paren was 49% gemaakt van plastic of rubber, 28,8% was gemaakt van synthetisch laminaat en slechts 17,7% was gemaakt van leer. De grootste paal in Brazilië bevindt zich in Rio Grande do Sul, maar São Paulo heeft belangrijke schoenencentra, zoals die in de stad Franca, gespecialiseerd in herenschoenen, in de stad Jaú, gespecialiseerd in damesschoenen en in de stad Birigui, gespecialiseerd in schoenen. kinderen. Jaú, Franca en Birigui vertegenwoordigen 92% van de schoenenproductie in de staat São Paulo. Birigui heeft 350 bedrijven, die ongeveer 13 duizend banen genereren en 45,9 miljoen paar per jaar produceren. 52% van de kinderschoenen in het land wordt in deze stad geproduceerd. Uit Birigui kwamen de meeste van de beroemdste kinderschoenenfabrieken van het land. Jaú heeft 150 fabrieken die ongeveer 130 duizend paar goedkope damesschoenen per dag produceren. De schoenensector in Franca telt ongeveer 550 bedrijven en biedt werk aan ongeveer 20.000 werknemers. De meeste van de beroemdste herenschoenenfabrieken in het land komen uit São Paulo. Minas Gerais heeft een stok gespecialiseerd in goedkope schoenen en schoenen in Nova Serrana. De stad heeft ongeveer 830 industrieën, die in 2017 ongeveer 110 miljoen paar produceerden. Over het algemeen worstelt de Braziliaanse industrie echter om te concurreren met Chinees schoeisel, dat onverslaanbaar is geprijsd vanwege het verschil in belastinginning van het ene land naar het andere, naast het ontbreken van zware Braziliaanse belastingen op arbeid in China, en de Braziliaanse zakenman heeft moeten investeren in producten met toegevoegde waarde die kwaliteit en design combineren om te kunnen overleven.
In textielindustrie heeft Brazilië, ondanks het feit dat het in 2013 een van de 5 grootste producenten ter wereld was en representatief is voor de consumptie van textiel en kleding, zeer weinig inbreng in de wereldhandel. In 2015 stond de Braziliaanse invoer op de 25e plaats (US $ 5,5 miljard). En in de export stond het slechts 40e op de wereldranglijst. De deelname van Brazilië aan de wereldhandel in textiel en kleding bedraagt slechts 0,3%, omdat het moeilijk is om qua prijs te concurreren met producenten in India en vooral in China. De brutowaarde van de productie, inclusief het verbruik van halffabrikaten en diensten, van de Braziliaanse textielindustrie kwam overeen met bijna R $ 40 miljard in 2015, 1,6% van de brutowaarde van de industriële productie in Brazilië. São Paulo (37,4%) is de grootste producent. De belangrijkste productiegebieden van São Paulo zijn de Metropoolregio São Paulo en Campinas. Minas Gerais heeft 8,51% (derde grootste productie in het land).
In industrie voor huishoudelijke apparaten bedroeg de omzet 12,9 miljoen stuks in 2017. De sector had zijn verkooppiek in 2012, met 18,9 miljoen stuks. De merken die het meest verkochten waren Brastemp, Electrolux, Consul en Philips. Brastemp komt oorspronkelijk uit São Bernardo do Campo. São Paulo was ook de plaats waar Metalfrio werd opgericht.
Regio's: Noord · Centraal-West · Noordoost · Zuidoost · Zuid

Staten: Acre · Alagoas · Amapá · Amazonas · Bahia · Ceará · Espírito Santo · Goiás · Maranhão · Mato Grosso · Mato Grosso do Sul · Minas Gerais · Pará · Paraíba · Paraná · Pernambuco · Piauí · Rio de Janeiro · Rio Grande do Norte · Rio Grande do Sul · Rondônia · Roraima · Santa Catarina · São Paulo · Sergipe · Tocantins

District: Federaal District
Zie ook: Lijst van vlaggen van Braziliaanse deelgebieden